# Georges Mac-Master
Georges Mac-Master, né à Londres en 1863 et mort à Paris 9e le 31 mars 1898, est un organiste et compositeur irlandais naturalisé français. Il repose au cimetière des Batignolles.

## Biographie
Georges Mac-Master est élève de César Franck, Eugène Gigout, Clément Loret et Théodore Dubois en composition au Conservatoire de Paris. 
Il devient sociétaire de la Société des auteurs, compositeurs et éditeurs de musique (Sacem) le 25 février 1882. 
Il est organiste dans plusieurs paroisses avant de devenir organiste et maître de chapelle à l’église Saint-Ambroise de Paris en 1884. Puis, il occupe les mêmes fonctions à l’église wesleyenne de 1890 jusqu’à sa mort.
Il a fondé l’Institut Mac-Master, une école de musique, peinture et déclamation employant jusqu’à 14 professeurs. 
Officier d’Académie, il a été organiste des Concerts du Trocadéro à Paris.
Selon Le Monde musical, il « a mis fin brusquement à ses jours ».

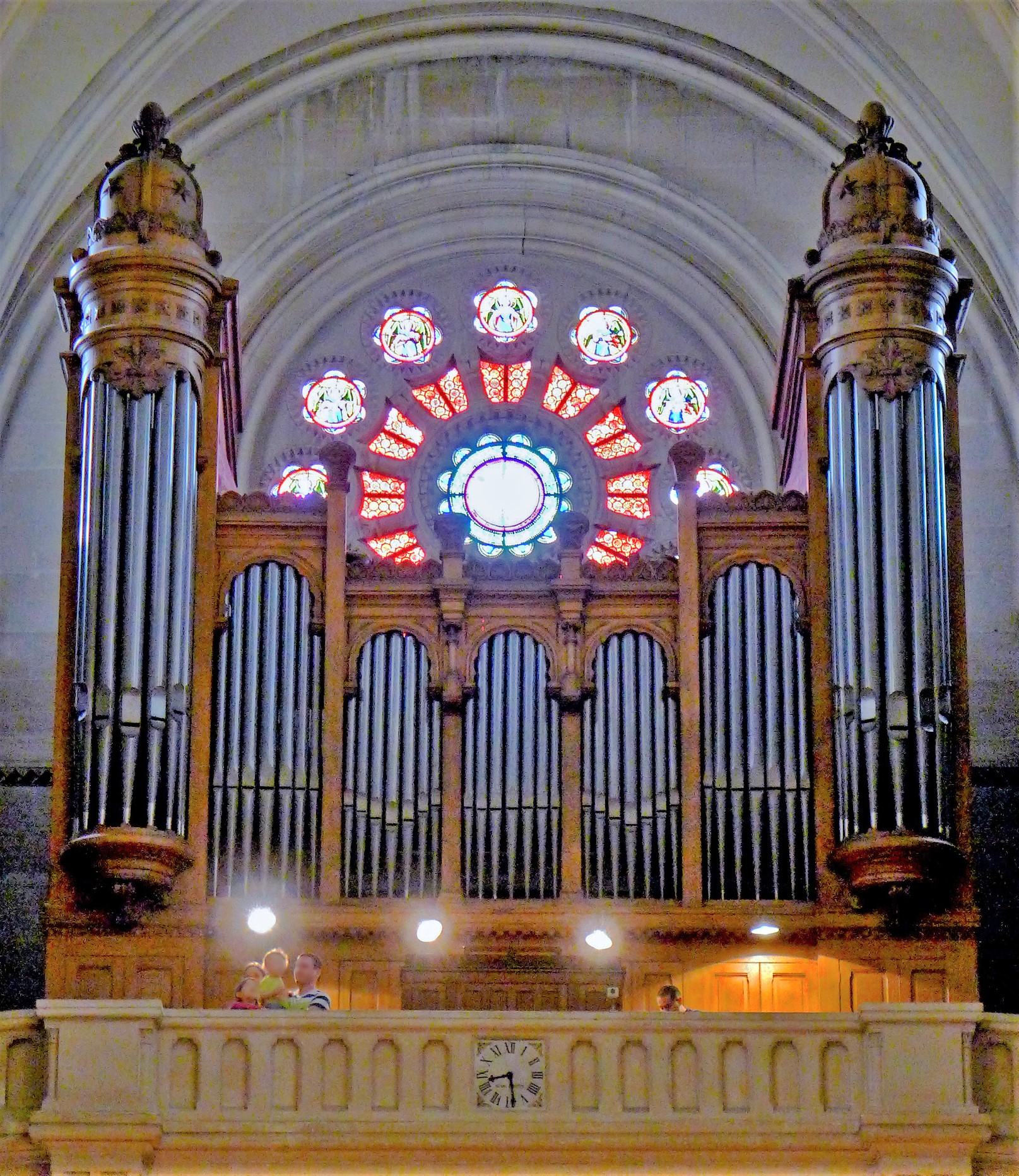
L'orgue de tribune de l'Église Saint-Ambroise de Paris.

## Œuvres
Parmi ses œuvres figurent notamment :

### Compositions
- Kiss-me-Quick, polka pour piano op. 3
- Les 3 Roses, mazurka pour piano op. 4
- Gavotte d'antan pour orchestre, op. 10
- Victoria, grande valse pour piano op. 11
- Jubilate Deo, pour 4 voix, op. 13
- Zarifah, grande valse pour piano op. 14
- Cheval de bois, polka pour piano op. 15
- À une étoile, romance pour ténor ou soprano et piano, poésie d'André Chadourne, op. 16
- Pater-noster pour baryton avec accompagnement de harpe ou piano et orgue, op. 17
- Notre Père, pour chant, harpe ou piano et orgue, paroles de André Chadourne, op. 19
- Sanctus funèbre, chœur à 4 voix avec accompagnement d'orgue, op. 26
- Sub Tuum, avec soprano ou baryton solo, op. 31
- Pie Jesu, avec basse solo, op. 32
- Médéah, grande valse pour piano op. 33[5]
- Prélude pour orgue op. 42
- Six Compositions pour le Grand Orgue (Le Beau, Paris, 1891-93) :
  1. Offertoire op. 43
  2. Marche nuptiale op. 44
  3. Communion op. 45
  4. Épithalame op. 46
  5. Pastorale op. 47 (1891)
  6. Grand Chœur op. 48

- Postlude pour orgue op. 49

- Cinq Pièces, coll. « Les Grands Maîtres de l’Orgue », (Le Beau, Paris, 1892) :
  1. Andantino op. 66
  2. Toccata op. 67
  3. Præludium op. 68
  4. Cantilène-pastorale op. 69
  5. Cortège op. 70

- Orange Blossoms, in Organ Selections for the Wedding Service, William C. Carl éd., The Boston Music Co., 1916.
- Heures claires, 4 pièces pour piano, Combre

### Transcriptions
- 4 Transcriptions pour grand orgue (Le Beau, Paris, v. 1890) :
  1. Marche funèbre (Frédéric Chopin)
  2. Fanfare triomphale (G. F. Handel)
  3. Andante symphonique (W. Goldner)
  4. Marche de Procession (Alfred Pilot)

## Discographie
- « Toccatas romantiques françaises ». La Toccata op. 67 de Georges Mac-Master, par Julian Bewig à l’orgue Binns-Schulte de l’église Heilig Kreuz à Bonn-Limperich[6].